# Clodomer
Clodomer af Merovingernes slægt (ca. 495 – 524) var konge af Orléans, og var den anden af Klodevig 1.s fire sønner som delte frankernes kongerige efter hans død i 511. De andre tre brødre var Teoderik 1., Childebert 1. og Klotar 1. Teoderik var ældst og fik den største del, mens Clodomer delte halvparten af kongedømmet med sine to andre brødre. Clodomers del var kongedømmet Orléans, som bestod af bispedømmerne Tours, Poitiers og Orléans. 
Clodomer giftede sig med Gunteuka som han fik tre sønner med, Teodebald, Guntar og Clodoald (senere kendt som St. Cloud). 
Clodomer sluttede sig til sine brødre i 523–524 i en ekspedition mod burgunderne, muligvis på opfordring fra hans mor Clotilde som var ivrig efter at hævne hendes nevø som blev myrdet af Sigismund af Burgund. Efter at Sigismund blev taget til fange, vendte Clodomer tilbage til Orléans. Men Sigismunds bror Gondomar returnerede triumferende til Burgund, i spidsen for tropper, som hans allierede, den østgoternes kong Teoderik den Store havde sendt. Der massakrerede han den garnison som frankere havde efterladt.
Clodomer fik Sigismund og hans sønner Gisald og Gondebaud myrdet den 1. maj 524. Han førte så en ny ekspedition mod burgunderne, men blev han dræbt i slaget ved Vézeronce. Hans tre sønner blev betroet hans mor mens hans enke giftede sig med Klotar 1. Klotar fik derimod Clodomers børn dræbt, på nær Clodoald som det lykkedes at flygte. Han blev senere abbed i Nogent, efter at han fjernede sit hår, et symbol på frankisk kongeværdighed. 